# Velecvjetna gorska metvica
Velecvjetna gorska metvica (Velecvjetna marulja, velecvjetna metva, krupnocvjetna marulja, Lat. Clinopodium grandiflorum) biljka je iz porodice Lamiaceae. Kod nas raste u Gorskom kotaru, te na Velebitu. Koristi se u hortikulturi i narodnoj medicini. Naraste do najviše 60 cm u visinu. Cvjetovi su joj ružičaste boje. Miris je sličan mirisu metvice. Listovi veličine 3 do 8 cm, širine do 5 cm, ovalni, pilastog ruba. Svi su dijelovi biljke prekriveni kratkim dlačicama.

## Raširenost
Raste od sjeverozapadne Španjolske, do Grčke i Turske, te Kavkaza i Irana. Kod nas raste na Velebitu te po planinama Gorskog kotara.

## Uporaba
Kultivira se kao ukrasna i začinska biljka u Europi i Sjevernoj Americi. Koristi se u grčkoj narodnoj medicini. U Francuskoj se od nje radi čaj(čaj iz Aubraca).U XVI. Stoljeću, u Njemačkoj se uzgajala zbog ljekovitih svojstava. Sadrži u značajnim količinama menton i pulegon. Eterično ulje sadrži geraniol, citronelol, linalol. Kultivar Variegata uzgaja se kao ukrasna biljka od 1576.
Listovi djeluju aromatično, diaforetično i iskašljavajuće. čaj se koristi u liječenju žutice, živčanih tegoba i grčeva. Topli Oblog od lišća može pomoći ublažiti modrice i reumatske bolove.

## Sinonimi
- Acinos grandiflorus (L.) G.Don in J.C.Loudon, Hort. Brit.: 239 (1830)
- Calamintha grandiflora (L.) Moench in Methodus: 408 (1794)
- Drymosiphon grandiflorus (L.) Melnikov in Novosti Sist. Vyssh. Rast. 46: 178 (2015)
- Faucibarba grandiflora (L.) Dulac in Fl. Hautes-Pyrénées: 402 (1867)
- Melissa grandiflora L. in Sp. Pl.: 592 (1753)
- Satureja grandiflora (L.) Scheele in Flora 26: 577 (1843)
- Thymus grandiflorus (L.) Scop. in Fl. Carniol., ed. 2, 1: 424 (1771)

## Vanjske poveznice
- Calamintha grandiflora